# 플라보단백질
플라보단백질(영어: flavoprotein)은 리보플라빈의 핵산 유도체인 플라빈 아데닌 다이뉴클레오타이드(FAD) 또는 플라빈 모노뉴클레오타이드(FMN)를 포함하고 있는 단백질이다.
플라보단백질은 산화적 스트레스, 광합성 및 DNA 복구에 기여하는 라디칼 제거 등 광범위한 생물학적 과정에 관여한다. 플라보단백질은 가장 많이 연구된 효소 계열 중 하나이다.
플라보단백질은 보결분자단 또는 보조 인자로 플라빈 아데닌 다이뉴클레오타이드(FAD)나 플라빈 모노뉴클레오타이드(FMN)를 가지고 있다. 플라빈은 일반적으로 단백질에 단단히 결합(아드레노독신 환원효소에서와 같이 FAD가 깊이 묻혀 있음)되어 있다. 약 5~10%의 플라보단백질은 공유 결합으로 연결된 FAD를 가지고 있다. 사용 가능한 구조 데이터를 기반으로 FAD 결합 부위는 200가지 이상의 서로 다른 유형으로 나눌 수 있다.
90종류의 플라보단백질이 사람의 유전체에 암호화되어 있다. 이 중 약 84%는 FAD를 필요로 하고, 약 16%는 FMN을 필요로 하는 반면 5가지는 FAD와 FMN 둘 다를 필요로 한다. 플라보단백질은 주로 미토콘드리아에 위치한다. 모든 플라보단백질 중 90%는 산화환원반응을 수행하고, 나머지 10%는 전이효소, 분해효소, 이성질화효소, 연결효소이다.

## 발견
플라보단백질은 1879년 우유에서 밝은 노란색 색소로 분리되었을 때 처음으로 언급되었다. 처음에는 "락토크롬(lactochrome)"이라고 불렸다. 1930년대 초에 이와 같은 색소는 다양한 출처로부터 분리되었으며, 비타민 B 복합체의 구성 요소로 인식되었다. 그 구조는 1935년에 보고되었으며, 리비딜 곁사슬과 공액 고리 시스템의 노란색에서 유래된 리보플라빈이라는 이름이 주어졌다.
효소의 보조 인자로 플라빈이 필요하다는 첫 번째 증거는 1935년에 나왔다. 후고 테오렐과 그 동료들은 이전에 세포 호흡에 필수적인 것으로 확인된 밝은 노란색의 효모의 효소가 주효소와 밝은 노란색 색소로 분리될 수 있음을 보여주었다. 주효소나 색소만으로는 NADH의 산화를 촉매할 수 없었지만, 이 둘을 혼합하면 효소 활성이 회복되었다. 그러나 분리된 색소를 리보플라빈으로 대체하면 분광법으로는 구별할 수 없었고 효소 활성도 회복하지 못했다. 이것으로서 연구된 단백질이 효소 촉매 활성을 위해 리보플라빈이 아니라 플라빈 모노뉴클레오타이드(FMN)를 필요로 한다는 사실을 발견했다.
D-아미노산 산화효소에 대한 유사한 실험을 통해 효소에 의해 사용되는 두 번째 형태의 플라빈인 플라빈 아데닌 다이뉴클레오타이드(FAD)가 확인되었다.

## 예
플라보단백질 계열에는 다음과 같은 다양한 효소가 포함되어 있다.
- 척추동물에서 스테로이드 호르몬 합성에 관여하는 아드레노독신 환원효소는 후생동물과 원핵생물에 널리 분포한다.[1]
- 소포체에 위치한 사이토크롬 P450 단백질의 산화환원 파트너인 사이토크롬 P450 환원효소.[10][11]
- 에피더민 생합성 단백질인 EpiD는 FMN과 결합하는 플라보단백질로 밝혀졌다. 이 효소는 -C=C- 이중 결합을 형성하기 위해 에피더민의 C-말단 메소-란싸이오닌의 시스테인 잔기에서 2개의 환원 당량을 제거하는 것을 촉매한다.[12]
- 다이하이드록시다이피콜린산으로부터 다이피콜린산의 형성을 촉매하는 효소인 다이피콜린산 생성효소의 B 사슬.[13]
- 페닐아크릴산 탈수소효소(EC 4.1.1.-) 및 효모에서 신남산에 대해 내성을 부여하는 효소.[14]

## 같이 보기
- 포토트로핀
- 크립토크롬